# Gloridonus spatulatus
Gloridonus spatulatus är en insektsart som beskrevs av Ball 1936. Gloridonus spatulatus ingår i släktet Gloridonus och familjen dvärgstritar. Inga underarter finns listade i Catalogue of Life.